# Robert Francis
Robert Francis Commagere, bedre kendt som Robert Francis (født 25. september 1987 i Los Angeles) er en  amerikansk folk-/americanasinger-songwriter.

## Diskografi
- Before Nightfall (2010)